# Поляков Євген Михайлович
Євген Михайлович Поляков (1917 — ?) — український радянський діяч, 1-й секретар Чернігівського міськкому КПУ, 2-й секретар Чернігівського промислового обкому КПУ.

## Біографія
Член ВКП(б) з 1944 року.
Перебував на партійній роботі.
До 1959 р. — завідувач промислово-транспортного відділу Чернігівського обласного комітету КПУ.
У 1959 — січні 1963 р. — 1-й секретар Чернігівського міського комітету КПУ.
У січні 1963 — грудні 1964 р. — 2-й секретар Чернігівського промислового обласного комітету КПУ.

## Нагороди
- ордени
- медалі